# Катуховские Выселки 2-е
Катуховские Выселки 2-е — посёлок в Панинском районе Воронежской области.
Входит в состав Росташевского сельского поселения.

## География
Посёлок расположен в центральной части поселения в вершине балки Икорец с притоком одноименной реки.

### Улицы
- ул. Садовая

## История
Основан в начале XX века. В 1966 году для посёлка «РОСГипроселхозстроем» выполнялся проект планировки и застройки.

## Население
| 2000 | 2005 | 2010 |
| ---- | ---- | ---- |
| 80   | ↘56  | ↘45  |